# Yves Jabouin
Yves Jabouin (Porto Príncipe, 30 de maio de 1979) é um lutador de artes marciais mistas haitiano-canadense. Atualmente, ele luta na categoria peso-galo do UFC.

## Cartel no MMA
| Cartel no MMA   |             |             |
| 31 lutas        | 20 vitórias | 11 derrotas |
| Por nocaute     | 11          | 5           |
| Por finalização | 1           | 4           |
| Por decisão     | 8           | 2           |

| Res.    | Cartel | Oponente             | Método                         | Evento                                    | Data       | Round | Tempo | Local                       | Notas                 |
| ------- | ------ | -------------------- | ------------------------------ | ----------------------------------------- | ---------- | ----- | ----- | --------------------------- | --------------------- |
| Derrota | 20-11  | Felipe Arantes       | Finalização (armlock)          | UFC Fight Night: Holloway vs. Oliveira    | 23/08/2015 | 1     | 4:21  | Saskatoon, Saskatchewan     |                       |
| Derrota | 20-10  | Thomas Almeida       | TKO (socos)                    | UFC 186: Johnson vs. Horiguchi            | 25/04/2015 | 1     | 4:18  | Montreal, Quebec            |                       |
| Vitória | 20-9   | Mike Easton          | Decisão (unânime)              | UFC 174: Johnson vs. Bagautinov           | 14/06/2014 | 3     | 5:00  | Vancouver, British Columbia |                       |
| Derrota | 19-9   | Eddie Wineland       | TKO (socos)                    | UFC on Fox: Henderson vs. Thomson         | 25/01/2014 | 2     | 4:16  | Chicago, Illinois           |                       |
| Vitória | 19-8   | Dustin Pague         | Decisão (dividida)             | UFC 161: Evans vs. Henderson              | 15/06/2013 | 3     | 5:00  | Winnipeg, Manitoba          |                       |
| Derrota | 18-8   | Brad Pickett         | TKO (socos)                    | UFC on Fuel TV: Struve vs. Miocic         | 29/09/2012 | 1     | 3:40  | Nottingham                  |                       |
| Vitória | 18–7   | Jeff Hougland        | Decisão (unânime)              | UFC on Fuel TV: Korean Zombie vs. Poirier | 15/05/2012 | 3     | 5:00  | Fairfax, Virginia           |                       |
| Vitória | 17–7   | Walel Watson         | Decisão (dividida)             | UFC 140: Jones vs. Machida                | 10/12/2011 | 3     | 5:00  | Toronto, Ontario            |                       |
| Vitória | 16–7   | Ian Loveland         | Decisão (dividida)             | UFC 134: Silva vs. Okami                  | 27/08/2011 | 3     | 5:00  | Rio de Janeiro              | Estréia no Peso Galo. |
| Derrota | 15–7   | Pablo Garza          | Finalização (triângulo voador) | UFC 129: St. Pierre vs. Shields           | 30/04/2011 | 1     | 4:31  | Toronto, Ontario            |                       |
| Vitória | 15–6   | Brandon Visher       | Decisão (unânime)              | WEC 52                                    | 11/11/2010 | 3     | 5:00  | Las Vegas, Nevada           |                       |
| Derrota | 14–6   | Mark Hominick        | TKO (socos)                    | WEC 49                                    | 20/06/2010 | 2     | 3:21  | Edmonton, Alberta           | Luta da Noite.        |
| Derrota | 14–5   | Raphael Assunção     | Decisão (dividida)             | WEC 43                                    | 10/10/2009 | 3     | 5:00  | San Antonio, Texas          |                       |
| Vitória | 14–4   | J.T. Wells           | Nocaute (chute rodado)         | XMMA 6: House of Pain                     | 08/11/2008 | 3     | 4:56  | Montreal, Quebec            |                       |
| Vitória | 13–4   | Nayeb Hezam          | TKO (socos)                    | UGC 20: Fight to Survive                  | 14/06/2008 | 2     | N/A   | Montreal, Quebec            |                       |
| Vitória | 12–4   | Brad Cardinal        | Decisão (unânime)              | PFP: New Year's Restitution               | 13/01/2008 | 3     | 5:00  | Halifax, Nova Scotia        |                       |
| Vitória | 11–4   | Daniel Boissonneault | Nocaute                        | UGC 19: TKO Night                         | 10/11/2007 | 1     | 2:27  | Montreal, Quebec            |                       |
| Derrota | 10–4   | Jonathan Brookins    | Finalização (cotoveladas)      | Ultimate Warrior Challenge 2              | 30/06/2007 | 2     | 3:35  | Jacksonville, Florida       |                       |
| Vitória | 10–3   | Antoine Coutu        | Nocaute                        | UGC 18: Xtreme Victory                    | 18/05/2007 | 1     | 2:02  | Montreal, Quebec            |                       |
| Vitória | 9–3    | Eric Lacelle         | TKO                            | Ultimate Generation Combat 15             | 20/10/2006 | 1     | 4:27  | Montreal, Quebec            |                       |
| Vitória | 8–3    | Dustin Severs        | Decisão                        | Ultimate Generation Combat 9              | 30/10/2004 | N/A   | N/A   | Montreal, Quebec            |                       |
| Derrota | 7–3    | Sam Stout            | TKO (socos)                    | TKO 16: Infernal                          | 22/05/2004 | 1     | 4:15  | Quebec City, Quebec         |                       |
| Vitória | 7–2    | Chad Hamzeh          | TKO (socos)                    | Ultimate Generation Combat 7              | 06/03/2004 | 3     | N/A   | Montreal, Quebec            |                       |
| Vitória | 6–2    | Eric Davidson        | Finalização                    | Ultimate Generation Combat 6              | 20/12/2003 | 1     | 1:22  | Montreal, Quebec            |                       |
| Vitória | 5–2    | Frederic Poirier     | Nocaute                        | Ultimate Generation Combat 4              | 13/06/2003 | 2     | 1:25  | Montreal, Quebec            |                       |
| Vitória | 4–2    | Rachid Aoudj         | Nocaute                        | Ultimate Generation Combat 3              | 08/03/2003 | N/A   | N/A   | Victoriaville, Quebec       |                       |
| Vitória | 3–2    | Andy Lalonde         | TKO (socos)                    | UCC Proving Ground 8                      | 03/11/2002 | 1     | 3:12  | Victoriaville, Quebec       |                       |
| Vitória | 2–2    | Thierry Quenneville  | Nocaute                        | Ultimate Generation Combat 1              | 14/06/2002 | 1     | N/A   | Victoriaville, Quebec       |                       |
| Derrota | 1–2    | Steve Claveau        | Decisão (dividida)             | UCC 7: Bad Boyz                           | 25/01/2002 | 2     | 5:00  | Montreal, Quebec            |                       |
| Derrota | 1–1    | Richard Nancoo       | Finalização (armlock)          | UCC 6: Redemption                         | 19/10/2001 | 1     | 4:50  | Montreal, Quebec            |                       |
| Vitória | 1–0    | Dave Nicholls        | TKO (inter. do córner)         | UCC 4: Return Of The Super Strikers       | 12/05/2001 | 1     | 5:18  | Sherbrooke, Quebec          |                       |

## Ligações Externas
«Perfil Oficial no UFC»